# Albertyna Szczudłowska-Dembska

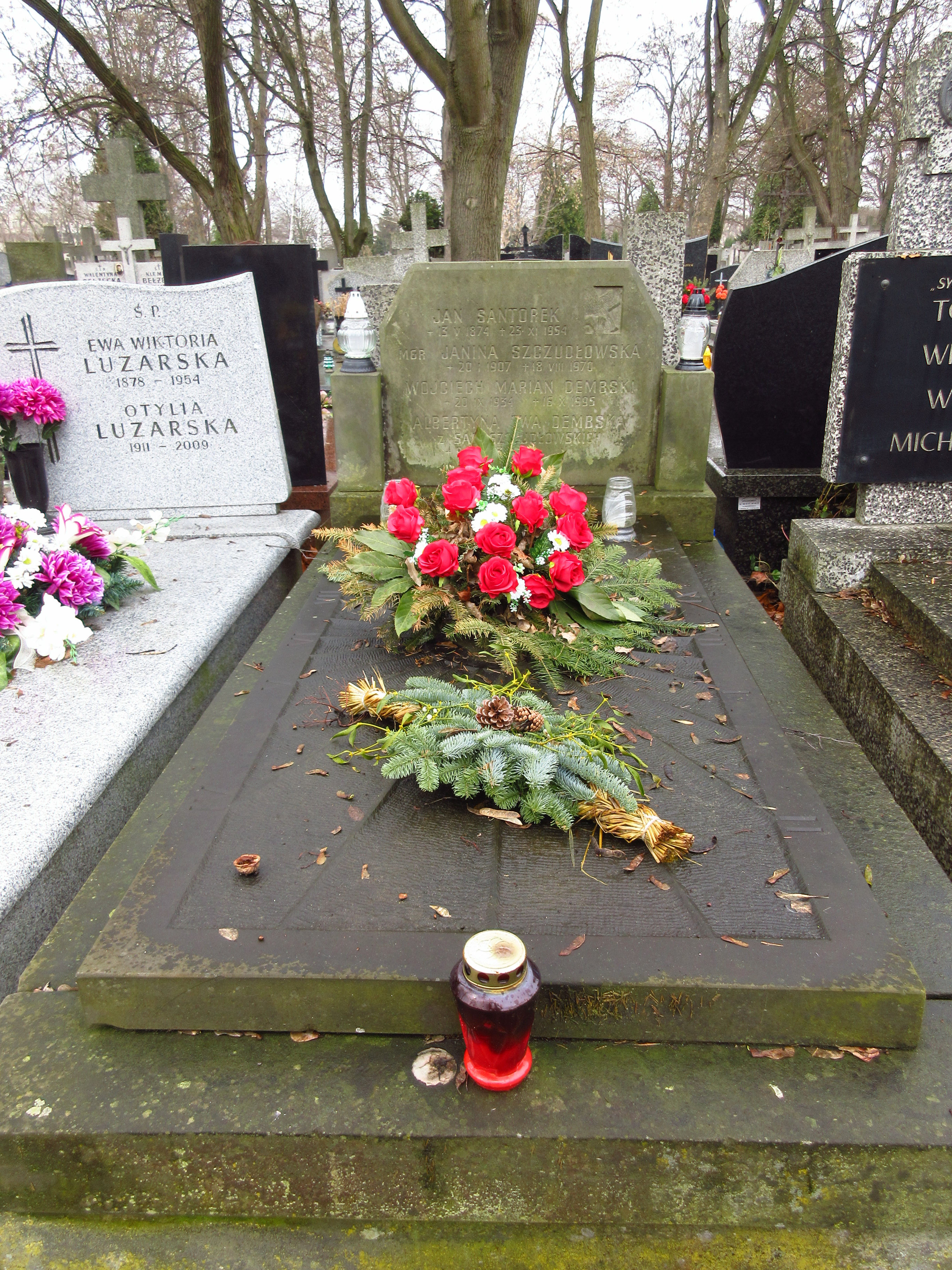
Grób Albertyny Szczudłowskiej-Dembskiej i Wojciecha Dembskiego na cmentarzu Bródnowskim

Albertyna Ewa Szczudłowska-Dembska (ur. 9 grudnia 1934 w Warszawie, zm. 17 września 2013 tamże) – polska egiptolożka, koptolożka, prof. dr hab., specjalistka w zakresie dziejów i kultury Starożytnego Wschodu.

## Życiorys
Córka Mieczysława i Janiny. Okupację spędziła w Warszawie. Po kapitulacji powstania warszawskiego skierowana do obozu w Pruszkowie. Ukończyła liceum im. Narcyzy Żmichowskiej (1951). W latach 1951–1956 studiowała filologię orientalną na Uniwersytecie Warszawskim, broniąc pracę magisterską Rozwój partykuły m i n w języku egipskim. W 1965 uzyskała doktorat na podstawie napisanej pod kierunkiem Rudolfa Ranoszka dysertacji o tzw. „papirusie Sękowskiego”. W 1981 otrzymała stopień doktor habilitowanej.
Od 1955 związana zawodowo z UW. Była wieloletnią kierowniczką Zakładu Egiptologii Wydziału Orientalistycznego Uniwersytetu Warszawskiego, profesor Instytutu Historii Wydziału Historyczno-Socjologicznego Uniwersytetu Białostockiego, w latach 1987–1997 członkini Komitetu Nauk Orientalistycznych PAN oraz w latach 1962–1972 Polskiego Towarzystwa Orientalistycznego.
Jej mężem był orientalista Wojciech Dembski.
Zmarła 17 września 2013, 26 września 2013 została pochowana na cmentarzu Bródnowskim w Warszawie (kwatera 53G-1-5).

## Wybrane publikacje
- (współautor: Wincenty Myszor), Chrestomatia koptyjska: materiały do nauki języka koptyjskiego dla studentów II roku Instytutu Orientalistycznego, Warszawa: Uniwersytet Warszawski 1974.
- Starożytny Egipt, praca zbiorowa pod red. Albertyny Szczudłowskiej, Warszawa: PWN 1976.
- Teksty z Nag-Hammadi, z koptyjskiego przetł. Albertyna Dembska i Wincenty Myszor, wstępem i komentarzem opatrzył oraz całość oprac. W. Myszor, Warszawa: Akademia Teologii Katolickiej 1979.
- Gramatyka koptyjska: skrypt dla studentów II i III roku Instytutu Orientalistycznego, Warszawa: Wydawnictwa UW 1985.
- (współautor: Wincenty Myszor), Podręczny słownik języka koptyjskiego, Warszawa: Instytut Orientalistyczny UW 1988.
- Ewangelia Tomasza, z koptyjskiego przetł. Albertyna Dembska i Wincenty Myszor, wstępem i komentarzem opatrzył oraz całość oprac. W. Myszor, Katowice: "Verbum" – Marek Górny 1992.
- Kultura starożytnego Egiptu: słownik, Warszawa: Wydawnictwa Szkolne i Pedagogiczne 1995.
- Podręczny słownik koptyjsko-polski, oprac. Albertyna Dembska, Wincenty Myszor, Warszawa: "Dialog" 1996.
- Chrestomatia koptyjska: materiały do nauki języka koptyjskiego, oprac. Albertyna Dembska, Wincenty Myszor, Warszawa: "Dialog" 1998.
- Klasyczny język egipski, Warszawa: "Dialog" 2004.
- Chrestomatia monastycznych tekstów koptyjskich, Warszawa: Wydawnictwo Akademickie Dialog 2010.